# Zygostates papillosa
Zygostates papillosa är en orkidéart som beskrevs av Célestin Alfred Cogniaux. Zygostates papillosa ingår i släktet Zygostates och familjen orkidéer. Inga underarter finns listade i Catalogue of Life.

## Bildgalleri

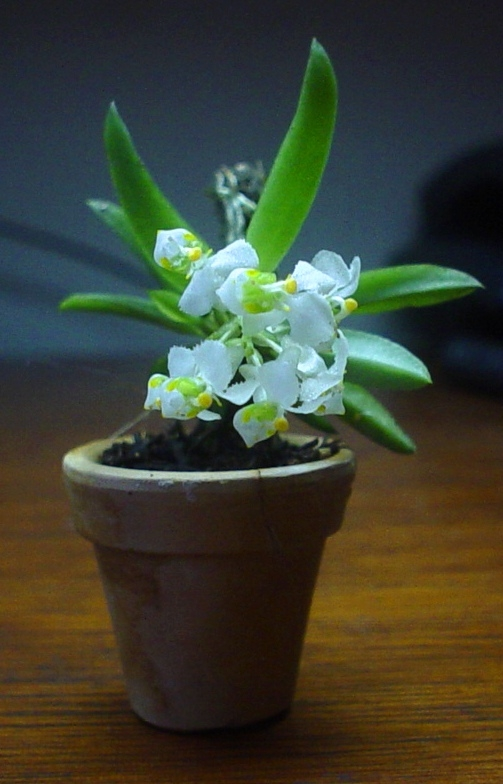